# The Deep House
The Deep House és una pel·lícula de terror sobrenatural francesa en anglès del 2021 escrita i dirigida per Julien Maury i Alexandre Bustillo. La pel·lícula és protagonitzada per James Jagger i Camille Rowe. Blumhouse Television i Epix van adquirir la pel·lícula per a la distribució nord-americana.
La pel·lícula es va estrenar a França el 30 de juny de 2021 per Apollo Films i als Estats Units el 5 de novembre de 2021 per Blumhouse Productions i Epix.

## Argument
Ben i Tina són una parella jove i compromesa de Nova York i col·laboradors apassionats de YouTube que viatgen per Europa i busquen cases embruixades per gravar en directe les seves experiències. Un dia, van al sud-oest de França a buscar un sanatori submergit en un llac artificial, només per trobar-lo com un lloc de vacances ple de gent. Un local, Pierre, s'ofereix a portar-los a una branca aïllada del llac al bosc de Chanteloup, una zona que es va submergir artificialment l'any 1984 per evitar inundacions devastadores freqüents. La zona on els condueix conté una mansió que, segons ell, s'ha mantingut perfectament conservada.
En arribar al lloc, en Ben i la Tina se submergeixen, trobant la casa en poc temps, amb el seu contingut estranyament ben conservat. Tanmateix, comencen a passar coses estranyes després d'entrar a casa; escolten veus i sorolls estranys, el rastrejador de moviment del seu dron indica moviment mentre no hi ha res que el desencadeni, i el seu equip electrònic comença a funcionar inexplicablement malament. A més, en algunes de les sales hi troben moltes fotos, pòsters i notícies que mostren nens desapareguts, així com símbols satànics i una vintena de rascades violentes al pal de la porta d'entrada. A la cuina, descobreixen una porta bloquejada per un gran crucifix i, en obrir-la, entren en una habitació que conté dos cadàvers encadenats i màscares de tortura suspeses sobre un pentagrama satànic, i una habitació lateral plena de parts del cos humà en vinagre. En Ben i la Tina intenten fugir de la casa, però la finestra per la que van entrar queda bloquejada de sobte per una paret de maons, i la seva recerca frenètica d'altres sortides és en va.
Mentre intenta obrir una reixa al celler amb els dos cossos, la Tina és atacada de sobte. L'assalt s'atura bruscament, però en Ben nega estranyament que hagi passat res inusual. Encuriosit, en Ben treu les màscares dels cadàvers, revelant que són els Montégnac, la família propietària de la casa. Els dos cadàvers cobren vida de sobte i els persegueixen per la casa. Mentre intenten escapar per una xemeneia, l'eix s'enfonsa, atrapant-los en diferents pisos. En un dormitori de dalt, Ben troba un arbre genealògic amb Pierre, revelant-lo com el fill dels Montégnac i indicant que els va atreure a la casa a propòsit, abans que sigui atacat per una noia no morta -la filla dels Montégnac, Sarah - i posseït per ella. Quan la Tina el troba, ell la porta a una sala d'estar amagada al soterrani on la Sarah, a través de Ben i una bobina de pel·lícula horripilant, revela que el senyor Montégnac i Pierre van segrestar nens dels voltants per utilitzar-los com a sacrificis satànics. Els grans Montégnacs i Sarah van ser finalment assassinats per una turba venjadora, però Pierre va aconseguir escapar.
Sota la influència de Sarah, Ben intenta convèncer la Tina perquè s'uneixi a la família. Presa de pànic i amb el seu subministrament d'aire esgotat, la Tina fuig a una capella satànica secreta, on troba un pou que condueixi a una sortida. Ben l'atrapa i intenta matar-la, però ella el fereix amb un ganivet de busseig, deixant-lo escapar de la seva possessió. Abans que puguin escapar junts, la Sarah mata a punyalades en Ben. Aleshores, els Montégnac es giren cap a Tina, però aquesta s'escapa pel pou que porta de nou al llac. Però just a sota de la superfície de l'aigua, l'aire que li queda als pulmons surt i s'ofega.
Després dels crèdits, hi ha una breu escena en què dos nous bussejadors miren el llac, acompanyats per Pierre.

## Repartiment
- James Jagger com a Ben
- Camille Rowe com a Tina
- Eric Savin com a Pierre Montégnac
- Alexis Servaes com a Monsieur Montégnac
- Anne Claessens com a Madame Montégnac
- Carolina Massey com Sarah Montégnac

## Producció
Fotografia principal va tenir lloc del 27 de gener al 13 de març de 2020 i del 15 al 26 de juny de 2020 als Studios Lites (a Vilvoorde, Bèlgica), a la regió d'Occitània (al llacs de Raveja i Saint Peyres) del 6 al 10 de juliol de 2020.

## Estrena
La pel·lícula es va estrenar a França el 30 de juny de 2021 per Apollo Films i als Estats Units el 5 de novembre de 2021 per Blumhouse Productions i Epix.

## Recepció
A l'agregador de ressenyes Rotten Tomatoes, la pel·lícula té un índex d'aprovació del 74% basat en 19 crítiques, amb una puntuació mitjana de 6/10.
Meagan Navarro, de Bloody Disgusting, va donar a la pel·lícula 3,5/5 estrelles, i va escriure que "The Deep House ofereix un descens lent i fosc que arriba a una conclusió satisfactòria (... ) barrejar amb èxit dos subgèneres que no podrien estar més separats i executar-lo amb una ambició impressionant. Aquesta atrevida capacitat de provar els límits del terror, almenys a nivell tècnic, sempre és benvinguda en l'espai del gènere, encara que no sigui un èxit perfecte."